# Lone Tree, Iowa
Lone Tree är en ort i Johnson County i Iowa. Vid 2020 års folkräkning hade Lone Tree 1 357 invånare.